# European Public Real Estate Association
Die European Public Real Estate Association (EPRA) ist eine gemeinnützige Organisation, welche die Interessen der europäischen börsennotierten Immobilienunternehmen vertritt. EPRA wird von einer unabhängigen Geschäftsleitung geführt, unter Vorsitz von Pere Viñolas Serra, Vorsitzender des Vorstandes von Colonial.

## Firmengeschichte
Seit der Gründung in Amsterdam 1999 bildete EPRA zuerst eine Partnerschaft mit Euronext, welche im Verlaufe der Firmengeschichte durch weitere Partnerschaften mit FTSE sowie NAREIT erweitert wurde. In Zusammenarbeit mit FTSE und NAREIT wurden die FTSE-EPRA/NAREIT-Global-Indexreihen entwickelt, welche heute in der umfassenden EPRA-Index-Plattform aufgeführt sind und weltweit als anerkannte Leistungs-Benchmarks für börsennotierte Immobilienunternehmen und REITs gelten. EPRA ist seit 1999 in Brüssel ansässig.

## Tätigkeiten
Die Haupttätigkeit besteht darin, das Verständnis für die alternative Investitionsmöglichkeit in börsennotierten Immobiliengesellschaften in Europa zu erweitern. Statistiken und Daten von börsennotierten Immobiliengesellschaften formen die Basis der breitgefächerten Analyse- und Forschungstätigkeit, welche EPRA eigenständig, aber auch in Zusammenarbeit mit verschiedenen Bildungsinstitutionen, betreibt.
Im Bereich der Finanzberichterstattung verfolgt EPRA das Ziel der Entwicklung von einheitlichen Bewertungs- und Berichterstattungsregeln innerhalb des europäischen Immobiliensektors. EPRA unterstützt den Prozess der Einführung von umfassenden KPIs, und in Zusammenarbeit mit Deloitte werden jährlich Unternehmen, basierend auf deren Geschäftsbericht, mit dem goldenen, silbernen oder bronzenen Best-Practice-Award ausgezeichnet.